# Tristan da Cunha Football Field
Tristan da Cunha Football Field – wielofunkcyjny stadion w Edinburgh of the Seven Seas na Wyspie Wniebowstąpienia. Jest obecnie używany głównie do meczów piłki nożnej. Swoje mecze rozgrywa na nim drużyna piłkarska Tristan da Cunha FC. Stadion może pomieścić 1000 widzów.